# 上田祐輝
上田 祐輝（うえだ ゆうき、1987年11月23日 - ）は、施術家、理学療法士。株式会社心と体サプライズ代表取締役、株式会社上田防水布店 Webクリエイター、コピーライター、作家。

## 経歴
1987年、福井県生まれ。高校卒業後、フリースタイルスキーでカナダへスポーツ留学。帰国後、理学療法の学校理学療法士として病院。
2015年、業績が悪化していた家業のテント屋（株式会社上田防水布店） を退職。ホームページ作成、広告運用、コピーライティングをゼロから学び、ネット販売にて「クールブレイド」の委託販売を開始、30年で業績を回復させる。
2018年、ネット体験を生かし、コンティング事業を行う株式会社心と体ライズを設立。同時に、理学療法士の事業も再開、芸能人に。
2020年、ネット販売を始めたい人書籍を出版。
2022年、YouTubeでの動画発信をスタート、自身が行っている施術風景を配信。

## その他
- カナダへ留学中にBC Freestyle Ski Series 2009 優勝、コーチはChris Turpin
- 2016年、セロトニン研究の第一人者有田秀穂に師事。会社運営、施術業の傍ら、セロトニンについての普及活動にも専念している。趣味は坐禅。

## 著作リスト
- 『0円で始める副業ネット販売: 不用品から知識・ノウハウまで、スマホでサクサク利益をあげる!』（合同フォレスト、2020年）ISBN 9784772661683
- 『ネットで稼ぐ全技術 ~元手ゼロから最速で月収100万円!』（きずな出版、2020年）ISBN 9784866631226